# Lampides grisescens
Lampides grisescens är en fjärilsart som beskrevs av Tutt 1907. Lampides grisescens ingår i släktet Lampides och familjen juvelvingar. Inga underarter finns listade i Catalogue of Life.